# J-Min
Oh Ji-Min (hangul: 오지민), mer känd som J-Min (hangul: 제이민, japanska: ジェイミン), född 27 maj 1988 i Seoul, är en sydkoreansk singer-songwriter och skådespelare mest känd och aktiv i Japan under bolagen SM Entertainment och Universal Music Group (och tidigare Avex Group).

## Biografi
J-Min föddes i Seoul i Sydkorea 1988. Hon talar tre språk: hennes modersmål koreanska, japanska och engelska. J-Min debuterade i Japan 2007 med albumet Korogaru Ringo (ころがる林檎). I september 2012 släppte hon singeln "Stand Up", som blivit en av hennes större hits i Japan. 

### Plagiat av Stand Up
I december 2012 ställde den albanska sångerskan Ani Çuedari upp i Festivali i Këngës 51 med en låt med titeln "Më ler një ëndërr". När låten framfördes i semifinalen av tävlingen hävdade man att den komponerats av Arjon Muka med text av sångerskan Çuedari. Med låten tog hon sig vidare till finalen av tävlingen. Dagen efter semifinalen beslutade sig tävlingens ledning för att diskvalificera bidraget. Detta på grund av att det uppdagats att låten endast var en översättning av J-Mins originallåt "Stand Up".

## Diskografi

### Album
| Albuminformation                                         | Topplacering          | Topplacering   |           |
| Albuminformation                                         | Sydkorea (Gaon Chart) | Japan (Oricon) |           |
| Koreanska                                                | Koreanska             | Koreanska      | Koreanska |
| -------------------------------------------------------- | --------------------- | -------------- | --------- |
| Shine (EP-skiva) - Släppt: 18 juli 2014                  | 18                    | —              |           |
| Japanska                                                 |                       |                |           |
| Korogaru Ringo (EP-skiva) - Släppt: 12 september 2007    | —                     | —              |           |
| Dream on... (EP-skiva) - Släppt: 16 januari 2008         | —                     | —              |           |
| The Singer (EP-skiva) - Släppt: 19 november 2008         | —                     | —              |           |
| Cross The Border (Studioalbum) - Släppt: 22 januari 2014 | —                     | —              |           |

### Singlar
| År        | Titel                 | Topplacering          | Topplacering   |
| År        | Titel                 | Sydkorea (Gaon Chart) | Japan (Oricon) |
| Koreanska | Koreanska             | Koreanska             | Koreanska      |
| --------- | --------------------- | --------------------- | -------------- |
| 2014      | "Hoo"                 | —                     | —              |
| 2014      | "Shine"               | —                     | —              |
| 2016      | "Way Back Home"       | —                     | —              |
| 2016      | "Ready For Your Love" | —                     | —              |
| 2017      | "Alive"               | —                     | —              |
| Japanska  |                       |                       |                |
| 2007      | "Korogaru Ringo"      | —                     | —              |
| 2008      | "Dream on..."         | —                     | —              |
| 2009      | "Change"              | —                     | —              |
| 2009      | "One"                 | —                     | —              |
| 2012      | "If You Want"         | —                     | —              |
| 2013      | "Heart Theater"       | —                     | —              |
| 2014      | "Sorry"               | —                     | —              |

### Soundtrack
| År   | Titel                                           | Topplacering          | Serie                |
| År   | Titel                                           | Sydkorea (Gaon Chart) | Serie                |
| ---- | ----------------------------------------------- | --------------------- | -------------------- |
| 2012 | "Hello, Love"                                   | —                     | Wild Romance         |
| 2012 | "Thousand Years of Love Through Time and Space" | —                     | God of War           |
| 2012 | "Can't Say It"                                  | —                     | The King 2 Hearts    |
| 2012 | "Story"                                         | —                     | Sent from Heaven     |
| 2012 | "Stand Up"                                      | 123                   | To the Beautiful You |
| 2012 | "Beautiful Days"                                | —                     | School 2013          |
| 2014 | "Hero"                                          | —                     | Miss Korea           |

## Filmografi

### Teater
| År   | Titel                          | Roll      |
| ---- | ------------------------------ | --------- |
| 2012 | Jack the Ripper                | Gloria    |
| 2013 | The Three Musketeers           | Constance |
| 2015 | In the Heights                 | Vanessa   |
| 2016 | Hedwig: New Makeup             | Yitzhak   |
| 2016 | All Shook Up                   | Natalie   |
| 2016 | In the Heights                 | Vanessa   |
| 2017 | Boys Over Flowers: The Musical | Tsukushi  |